# John Wesley Jones
John Wesley Jones (Lawton, 4 april 1958 - Round Rock, 15 maart 2019) was een Amerikaans atleet en American football.

## Biografie
Tijdens de Olympische Zomerspelen 1976 werd Jones op de 4x100 meter olympisch kampioen, op de 100 meter eindigde Jones als vierde.
Jones speelde van 1980 en 1984 als wide receiver voor de American footbalclub New York Jets.

## Titels
- Olympisch kampioen 4 x 100 m - 1976

## Persoonlijke records
| Onderdeel | Prestatie | Jaar |
| --------- | --------- | ---- |
| 100 m     | 10,23 s   | 1976 |
| 200 m     | 20,67 s   | 1977 |
| 400 m     | 46,16 s   | 1977 |

## Palmares

### 100 m
- 1976: 6e OS - 10,26 s

### 4 x 100 m
- 1976:  OS - 38,33 s

1912: Jacobs, Macintosh, d'Arcy, Applegarth ·
1920: Paddock, Scholz, Murchison, Kirksey ·
1924: Clarke, Hussey, Leconey, Murchison ·
1928: Wykoff, Quinn, Borah, Russell ·
1932: Kiesel, Toppino, Dyer, Wykoff ·
1936: Owens, Metcalfe, Draper, Wykoff ·
1948: Ewell, Wright, Dillard, Patton ·
1952: Smith, Dillard, Remigino, Stanfield ·
1956: Murchison, King, Baker, Morrow ·
1960: Cullmann, Hary, Mahlendorf, Lauer ·
1964: Drayton, Ashworth, Stebbins, Hayes ·
1968: Greene, Pender, Smith, Hines ·
1972: Black, Taylor, Tinker, Hart ·
1976: Glance, Jones, Hampton, Riddick ·
1980: Moeravjov, Sidorov, Prokofjev, Aksinin ·
1984: Graddy, Brown, Smith, Lewis ·
1988: Bryzgin, Krylov, Moeravjov, Savin ·
1992: Marsh, Burrell, Mitchell, Lewis ·
1996: Esmie, Gilbert, Surin, Bailey ·
2000: Drummond, Williams, Lewis, Greene ·
2004: Gardener, Campbell, Devonish, Lewis-Francis ·
2008: Bledman, Burns, Callender, Thompson ·
2012: Carter, Frater, Blake, Bolt ·
2016: Powell, Blake, Ashmeade, Bolt ·
2020: Desalu, Jacobs, Patta, Tortu ·
2024: Brown, Blake, Rodney, De Grasse
- Gemeinsame Normdatei: 1248909100
- Virtual International Authority File: 5651164191752018740008